# Emiliano Martínez
Damián Emiliano Martínez Romero (n. 2 septembrie 1992, Mar del Plata, Argentina) este un fotbalist care în prezent joacă în Premier League la Aston Villa și la echipa națională a Argentinei.

## Palmares
Arsenal
- FA Cup: 2019–20[4]
- FA Community Shield: 2014,[5] 2015,[6] 2020[7]

Echipa națională de fotbal a Argentinei
- Campionatul Mondial din 2022
- Copa América: 2021, 2024

### Individual
- Jucătorul sezonului de la Aston Villa: 2020–21[8]
- Mănușa de Aur( Cupa Mondială din 2022)
- Mănușa de Aur (Copa América 2021)
- Echipa turneului ( Copa América 2021)